# مرکز نیروی هوایی نیوزیلند در یویلتون
مرکز نیروی هوایی نیوزیلند در یویلتون (به انگلیسی: RNAS Yeovilton (HMS Heron)) یک فرودگاه نظامی با کد یاتا YEO است که یک باند فرود بتن دارد و طول باند آن ۱۴۶۲ متر است. این فرودگاه در کشور انگلستان قرار دارد و در ارتفاع ۲۳ متری از سطح دریا واقع شده است.